# SheevaPlug
Der SheevaPlug ist einer der ersten zur Marktreife gebrachten „Plug Computer“. Er wurde von der in Kalifornien ansässigen Firma Globalscale Technologies entwickelt. Er besitzt eine 1,2 GHz Marvell Kirkwood 6281 ARM-kompatible CPU (aka Feroceon).
Der SheevaPlug wird mit vorinstalliertem Ubuntu 9.04 ARM build ausgeliefert. Der SheevaPlug wird ab Linux-Kernel Version 2.6.27 unterstützt und wird mit 2.6.30-rc5 versandt. Marvell stellt zur Förderung der Software-Entwicklung für diese Platform ein Software Development Kit zur Verfügung. Diese Sammlung beinhaltet den GCC Cross-Compiler für ARM. Das Gerät hat einen zum FTDI FT2232 Chip geführten Mini-USB Anschluss. Dieser gewährt dem Entwickler Zugriff sowohl auf den mit dem JTAG-Bus verbundenen JTAG-Port, als auch auf eine RS232-Schnittstelle, die mit dem seriellen Port des Kirkwood Prozessors verbunden ist und über die auf Bootstrap- und Kernel-Konsole zugegriffen werden kann. Diese Debug-Konsole ist von jedem Computer mit Unterstützung für den FTDI bus translator erreichbar (darunter Linux, Mac OS X, Windows).
Seit dem ersten Quartal 2010 ist der SheevaPlug auch in Deutschland erhältlich.
Ab April 2010 beginnt Globalscale Technologies mit der Auslieferung der mit zusätzlichen Leistungsmerkmalen (darunter WLAN, HDMI) ausgestatteten Modelle der GuruPlug.

## Kommerzielle Produkte
Folgende Produkte basieren auf der SheevaPlug Platform:
- Der CTERA CloudPlug von CTERA Networks ist ein Plug Computer, der schnelle Online-Datenspeicherung mit Filesharing bietet.[5][6][7]
- Pogoplug by Cloud Engines ist ein Plug Computer der es den Benutzern möglich macht, auf ihre Daten über das Internet zuzugreifen, ohne einen PC eingeschaltet zu lassen.[8][9][10][11]
- Der QuadPlug von QuadAxis kommt mit einem BarracudaDrive Web Server.[12][13]
- Der SIPlug von pbxnsip liefert VoIP-Dienste und Telefonanlage-Anwendungen für Privatanwender und Kleinbetriebe auf der Sheeva Platform.
- Auf dem TonidoPlug von CodeLathe laufen Tonido-Applications. Sie ermöglichen dem Benutzer den Betrieb einer Private Cloud zum Zugriff, zum Verteilen und zur Synchronisation von Dateien.[14]
- Eine Weiterentwicklung des OpenRD-Gerätes, welches ebenfalls auf der Sheeva-Plattform basiert und für Entwicklungszwecke bereitgestellt wurde[15] stellt ein Thin Client von HP dar. Der t5325 wird unter dem Label „Marvell Smart“ vertrieben, verfügt anders als die Plugs über eine DVI-Schnittstelle[16] und läuft mit HP ThinPro, einem angepassten Debian-Linux.[17]
- Seagate FreeAgent DockStar
- Seagate FreeAgent GoFlex Home
- Seagate FreeAgent GoFlex Net
- NETGEAR Stora
- LaCie Ethernet Disk mini – Home Edition
- GeNiJack von NETCOR ist ein Hardware-Endpunkt für Ende-zu-Ende Performancemessungen in IT-Netzwerken.[18]
- BACnet Gateway von Kara Systems, ein MBus, Modbus and OneWire Gateway, welches ein BACNet Device darstellt
- OpenStage Gate View ist eine Video-Überwachungslösung zur Videoanzeige am Telefon, PC oder Mobiltelefon.[19]
- ZigBee Gateway ZBG-100 von pikkerton[20]

## Weitere Betriebssystem-Portierungen auf den SheevaPlug
- Martin Michlmayr begann die Entwicklung einer Debian-Portierung für den SheevaPlug.[21]
- Mark Gillespie veröffentlichte Skripte, um Debian Lenny und Squeeze entweder auf dem internen NAND-Flash oder auf einer SD-Karte zu installieren.[22]
- Eine ARM-Portierung von Fedora zur Installation auf dem SheevaPlug existiert.[23]
- Raúl Porcel gelang es, Gentoo auf dem Plug zum Laufen zu bringen, er veröffentlichte eine Anleitung dazu.[24]
- Stuart Winter schaffte eine funktionierende Slackware-Portierung.[25] This is the official port of Slackware to ARM.
- Das Inferno-Betriebssystem bootet auf dem SheevaPlug.[26]
- Der SheevaPlug wird auch von FreeBSD 8.0 und 9-CURRENT unterstützt.[27][28]
- ArchLinuxARM läuft ebenso auf der SheevaPlug.[29]